# Landeskriminalamt
 (signalé en juin 2025).
Si vous disposez d'ouvrages ou d'articles de référence ou si vous connaissez des sites web de qualité traitant du thème abordé ici, merci de compléter l'article en donnant les références utiles à sa vérifiabilité et en les liant à la section « Notes et références ».
- Archive Wikiwix
- Bing
- Cairn
- DuckDuckGo
- E. Universalis
- Gallica
- Google
- G. Books
- G. News
- G. Scholar
- Persée
- Qwant
- (zh) Baidu
- (ru) Yandex
- (wd) trouver des œuvres sur Wikidata

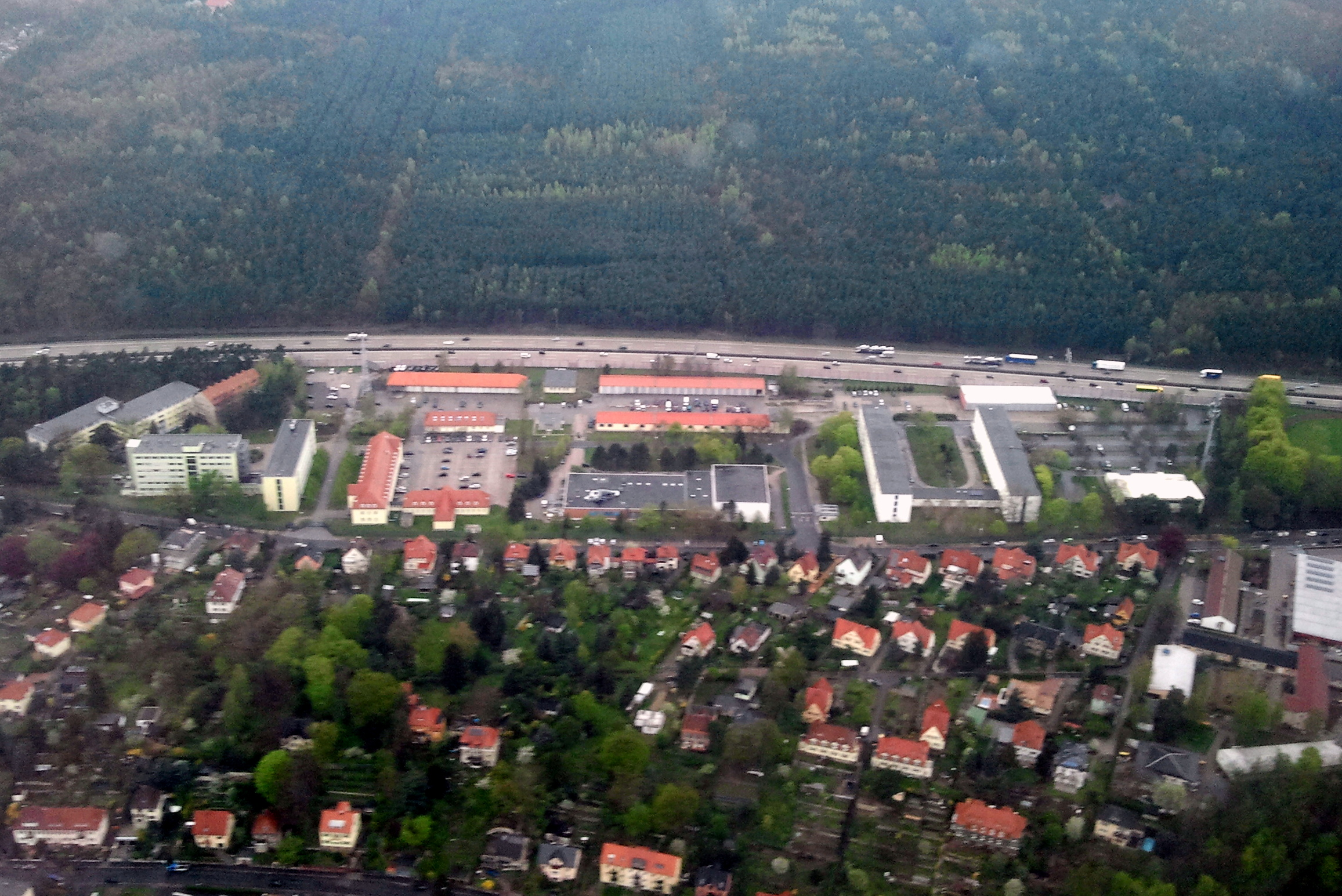
Landeskriminalamt de la Saxe, à Dresde.

Chaque police d'État allemande dispose d'un Landeskriminalamt (LKA) chargé des missions de police judiciaire. Le travail quotidien des 16 offices régionaux de police judiciaire allemands  s'oriente vers plusieurs directions :
1. Résolution des affaires criminelles sensibles, notamment le chantage et les enlèvements, de même que les affaires économiques et financières ;
2. organisation des politiques de prévention des crimes et délits ;
3. police technique et scientifique ;
4. liaisons entre les polices locales du Land et/ou les autres LKA voire Interpol.